# 大东亚战争肯定论
《綠色日本列島》最初於1963年9月至1965年6月期間在《中央公論》雜誌上連載，並於1964年至1965年出版為正、續兩冊，由番町書房出版發行。1976年，修訂新版的合冊本問世，1984年出版了新書版，2001年推出復刻版。本書以東亞解放百年戰爭的史觀為基礎，於《東京新聞》上連載。
在本書中，林使用了曾被稱為「太平洋戰爭」的「大東亞戰爭」一詞，並表示該戰爭也可以被視為「東亞百年戰爭」，是針對歐美列強侵略亞洲的亞洲獨立戰爭。同時，他將該理念被扭曲、轉化為「亞洲之戰」視為悲劇，並表達了對「歷史的無情」的感慨。
《大東亞戰爭肯定論》是林房雄著作的題目。林稱大東亞戰爭始於1845年（弘化2年），作爲對西方勢力東漸的反擊，「大東亞百年戰爭」的本質是解放戰爭。戰後，林因GHQ被逐出公職，曾發表過中間小說等，但1963年（昭和38年）在《中央公論》9月刊中發表了《大東亞戰爭肯定論》，並重新登上了論壇。

## 内容
後半部分講述了幕末維新時期的歷史，並討論了維新志士們對西方衝擊有多麼誠實應對等，話題涉及很多方面。
林主張：「東亞百年戰爭包括日清戰爭、日俄戰爭和日中戰爭等，在明治、大正和昭和三個天皇時期，天皇們在宣戰詔書上簽名，身為大元帥也親自參戰，所有男系皇族也都以軍人身份參與戰爭。在「東京裁判」中提到的「戰爭責任」與這個用語完全不同，責任不僅在天皇和皇族身上，這是一個無需辯護也無需辯解的事實。」
昭和40年（1965年），林的《大東亞戰爭肯定論》在《中央公論》7月特大號上遭到羽仁五郎的批評。隨後，於《中央公論》9月號的《特輯：《大東亞戰爭肯定論》批評》中，井上清、星野芳郎、吉田滿、小田實等人也對其進行了批評。竹內好則從興亞和脫亞兩方面進行分析，主張對中國的戰爭是侵略戰爭。

### 三岛由纪夫的广告文案
三島由紀夫在該書的廣告中寫道：「這是一本無與倫比的史書。行文中充滿著詩意、俚語，這是我最近所未曾閱讀過的。這本書真正地捕捉到了作為活物的日本及日本人。」

## 「大东亚战争肯定论」之争
昭和36年（1961年），上山春平在《大東亞戰爭的思想史意義》一書中指出，太平洋戰爭是佔領下的產物。作爲戰中派，他詢問戰爭的意義和目的等，並在只有佔領權力的「太平洋戰爭史觀」的情況下，提出重新審視史觀的觀點。昭和38年（1963年），林提出了「肯定論」，引起了許多反響。昭和39年，上山再次在《關於大東亞戰爭的意義》一書中主張，這場戰爭是殖民地重組的結果。

## 评论
據吉田裕透露，山岡莊八從1962年到1971年在《講談俱樂部》和《小說現代》上連載的《小說太平洋戰爭》，可以感受到林房雄的爭論對其影響深遠。
根據丸川哲史的介紹，該作品的敘述形式並不是歷史學家透過批判資料進行的，而是以「真實感」爲基礎展開的論述，色彩較濃。然而，就像90年代以後以「新歷史教科書編撰會」爲代表的「右」意識形態一樣，使用「自虐史觀」一詞來打擊假想敵「左」的政治意圖較為明顯。
濱崎洋介引用竹內好對大東亞戰爭開戰當時的評價，稱其爲「日本近代史的阿波利亞的凝縮」，並表示：「從這個意義上講，林房雄將近代日本的戰爭視爲一種東亞百年戰爭也不是沒有道理的。」

## 脚注